# 6-by-samarbejdet
6-by-samarbejdet er et samarbejde mellem de 6 største bykommuner i Danmark – København, Århus, Odense, Aalborg, Esbjerg og Randers. Byerne benævnes derfor også 6-byerne.
Oprindeligt bestod samarbejdet af de nuværende eksklusiv Københavns Kommune og benævntes derfor 5-by-samarbejdet. Københavns Kommune kom med i 2002. Blandt samarbejdets fokusområder er økonomi, budget, sygefravær og infrastruktur. 
I november 2006 offentliggjorde de seks kommuner en rapport om timemodellen, der skulle reducere rejsetiden med tog mellem de største byer i Danmark. Rapporten var forfattet af de to DTU-forskere Alex Landex og Otto Anker Nielsen.
Størstedelen af kommunerne i samarbejdet har oplevet en befolkningstilvækst i løbet af 1990'erne og 2000'erne. Kommunerne havde i 2008 et samlet indbyggertal på 1.401.906, svarende til en fjerdedel af hele landets befolkning.